# Đảo Cao Đăng
đảo Cao Đăng (tiếng Trung: 高登島; bính âm: Gāodēng Dǎo; Wade–Giles: Kao1-têng1 Tao3; Latin hóa tiếng Phúc Châu: Gŏ̤-dĕng-dō̤), còn có tên là Bắc Sa (北沙島), Hạ Mục 下目嶼, Hạ Mộc 下木嶼) là một đảo trên biển Hoa Đông, thuộc hương Bắc Can, huyện Liên Giang (quần đảo Mã Tổ), tỉnh Phúc Kiến, Trung Hoa Dân Quốc (Đài Loan). Đảo đóng cửa đối với công chúng. Cao Đăng nằm cách 9,25 km từ bán đảo Bắc Giao (北茭半岛) thuộc huyện Liên Giang, Phúc Châu, Phúc Kiến, Trung Quốc đại lục. Đảo có chiều dài 2 km theo chiều bắc-nam, rộng 0,92 km theo chiều đông- tây, diện tích 1,84 km2. Từ đảo Bắc Can và Đại Khâu có thể nhìn thấy đảo Cao Đăng.
Trên đảo Cao Đăng có núi Bắc Sơn 北山 cao 72 m so với mực nước biển, núi Nam Sơn 南山 cao 99 m so với mực nước biển.  Đảo có cảng Nam Áo 南澳港, cảng Thiết Tiêm 鐵尖港 và cảng Đại Duy 大維港.

## Lịch sử
Năm 1368, ngư dân từ bán đảo Hoàng Kỳ gần đó đến định cư trên đảo Cao Đăng.
Ngày 13 tháng 2 năm 1951, nhân lúc sương mù có tám thuyền buồm cơ giới và hơn 20 tàu gỗ của Quân Giải phóng bao vây và tấn công đảo. Sau hai giờ giao tranh, Quân Giải phóng bị đẩy lui.
Rạng sáng ngày 20 tháng 11 năm 1954, binh sĩ Quốc quân Trung Hoa Dân Quốc là Vương Hỉ Điền (汪喜田) bị thương nặng trong khi bắt một người nhái từ Đại lục đổ bộ lên đảo. Các binh sĩ Quân Giải phóng bơi lên các đảo do Trung Hoa Dân Quốc kiểm soát bị đối phương gọi là 'thủy quỷ' (水鬼).
Ngày 4 tháng 3 năm 1955 trong Khủng hoảng eo biển Đài Loan lần 1, 40 thuyền buồm cơ giới của Quân Giải phóng tấn công đảo nhưng bị đẩy lui.
Trong ba ngày 7, 11 và 14 tháng 10 năm 1955, Quân Giải phóng bắn tổng cộng 49 quả đạn vào đảo Cao Đăng. Ngày 29 tháng 10, 12 quả đạn được bắn vào đảo từ bán đảo Bắc Giao. Ngày 28 tháng 12, quân Quốc dân Đảng và Cộng sản giao tranh một tiếng tại vùng biển gần đảo Cao Đăng. Có những ghi nhận về việc Cao Đăng bị pháo kích vào cuối năm. Ngày 3 tháng 2 năm 1956, đảo bị bắn phá 600 lần. Đến ngày 9 tháng 2 bị bắn phá 154 lần. Đến ngày 19 tháng 3 bị bắn phá 119 lần. Ngày 24 tháng 4 bị bắn phá 246 lần. Ngày 17 tháng 5 bị bắn phá 136 lần.
Ngày 19 tháng 8 năm 1958, Tổng thống Tưởng Giới Thạch đến thăm đảo.
Ngày 6 tháng 2 năm 1960, Quân Giải phóng bắn 165 quả pháo vào đảo.
Đến tháng 9/10 năm 1975, người nhái từ Đại lục đổ bộ lên đảo hai lần và để lại các thông điệp đe dọa trên tường.
Ngày 26 tháng 12 năm 2000, một tàu cá Đại lục đượ phát hiện ở cách đảo 2 km. Lực lượng hải tuần bắn 16 phát đạn lên không để cảnh báo. Sáu thuyền viên trên tàu bị bắt và tàu chìm xuống biển.
Đến sáng ngày 9 tháng 9 năm 2005, Tổng thống Trần Thủy Biển đến thăm đảo Cao Đăng và các đảo lân cận.
Tháng 4 năm 2019, một tàu cá đăng ký tại Bắc Can báo cáo rằng họ bị nhiều tàu Đại lục tấn công và xua đuổi tại vùng biển giữa đảo Cao Đăng và đảo Trung (中島) vào chiều ngày 17 tháng 4. Ngày sau đó, lực lượng hải tuần bị một tàu Đại lục ném đá ngoài khơi quần đảo Mã Tổ.